# 阿里曼·西肯
阿里曼·西肯（布農語：Aziman Siking或Aliman Si-Gin），是生於日治臺灣的布農族人，其著名事蹟為與其手足拉荷·阿雷一同發起的大分事件。

## 生平
阿里曼·西肯出身於郡社群（布農語：Bubugun）的伊斯坦大（布農語：Ish-Danda）家族；至於其名字中之Si-Gin是綽號，根據族人所述，得到這個綽號是因為他曾照顧在日本據台後逃出的廣東籍清兵，另有一說為他曾經殺過廣東籍人士。

## 後代
阿里曼．西肯的後代現在大多居住於臺東縣海端鄉，如霧鹿、利稻等地，並與拉荷·阿雷的後代一直維持聯繫。